# Luidja
Luidja – wieś w Estonii, w prowincji Hiuma, w gminie Kõrgessaare.
W 2012 roku wieś liczyła 44 mieszkańców; w październiku 2010 – 41, w grudniu 2009 – 40.